# Ameloblast

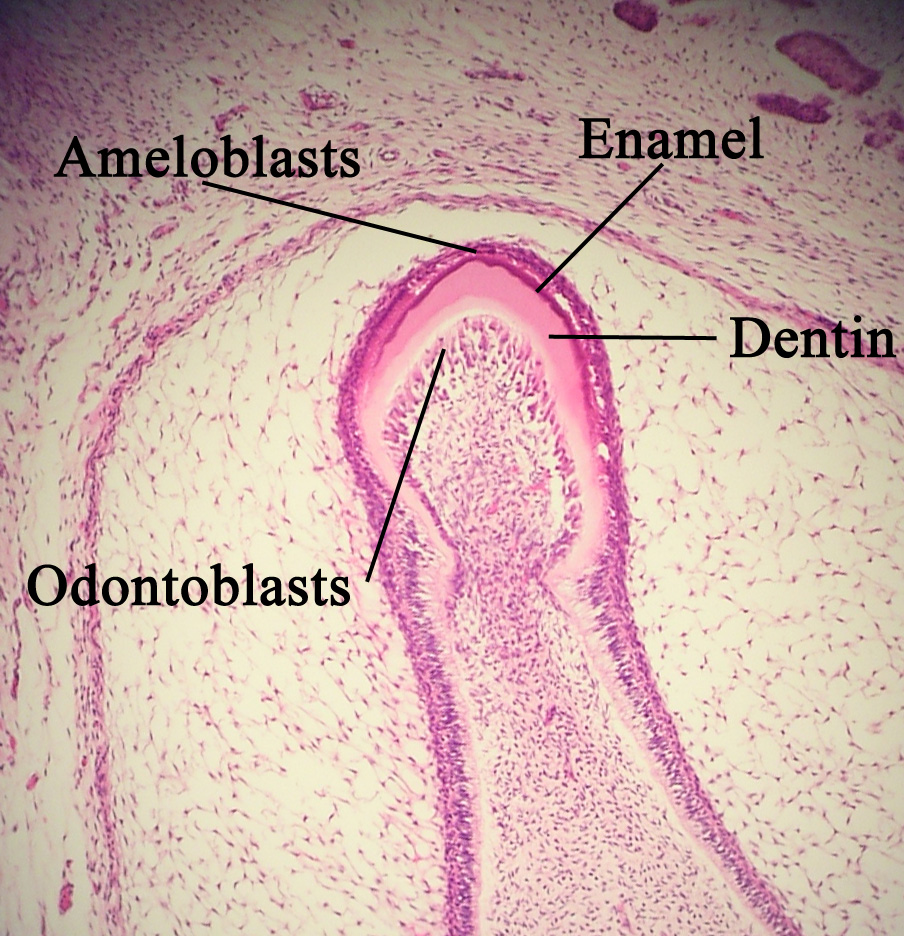

Ameloblast, enameloblast, adamantoblast – komórka szkliwotwórcza pochodzenia nabłonkowego. Uczestniczy w procesie odontogenezy, czyli procesu powstawania zębów u kręgowców. Ameloblasty budują wewnętrzną pojedynczą warstwę narządu szkliwotwórczego, zwróconą w kierunku brodawki zębowej. Każda komórka ma około 4 μm średnicy i 40 μm; na przekroju ma zbliżony do sześciokątnego kształt. Wydzielniczy biegun komórki tworzy strukturę kształtu sześciobocznej piramidy, znaną jako włókno Tomesa. Ameloblasty produkują i odkładają na powierzchni brodawki zębowej tzw. preszkliwo, składające się głównie z białek amelogeniny i enameliny, które po mineralizacji przekształca się we właściwe szkliwo.